# Mistaken Identity (album de Kim Carnes)
Pour les articles homonymes, voir Mistaken Identity.
Albums de Kim Carnes
Romance Dance
(1980) Voyeur
(1982)
Singles
1. Bette Davis Eyes
Sortie : mars 1981
2. Draw of the Cards
Sortie : août 1981
3. Mistaken Identity
Sortie : 1981

Mistaken Identity est le sixième album studio de la chanteuse américaine Kim Carnes sorti en avril 1981.
Kim Carnes connaît le plus important succès de sa carrière avec cet album. Il se classe en effet numéro 1 aux États-Unis, où il est certifié disque de platine pour un million d'exemplaires vendus, ainsi qu'en Nouvelle-Zélande et en Norvège.
Il contient notamment la chanson Bette Davis Eyes qui est un très grand succès international, arrivant en tête des ventes dans plusieurs pays.
Mistaken Identity reçoit une nomination pour le Grammy Award de l'album de l'année.
L'album est réédité en mars 1999 sous le titre The Mistaken Identity Collection avec des titres bonus,.

## Liste des chansons
Édition originale
| 1. | Bette Davis Eyes       | - Donna Weiss - Jackie DeShannon                   | 3:47 |
| 2. | Hit and Run            | - Weiss - DeShannon                                | 3:17 |
| 3. | Mistaken Identity      | Kim Carnes                                         | 4:49 |
| 4. | When I'm Away from You | Frankie Miller                                     | 3:36 |
| 5. | Draw of the Cards      | - Carnes - Dave Ellingson - Bill Cuomo - Val Garay | 4:54 |

| 6.  | Break the Rules Tonite (Out of School) | - Carnes - Ellingson - Wendy Waldman      | 3:17 |
| 7.  | Still Hold On                          | - Carnes - Ellingson - Eric Kaz - Waldman | 4:39 |
| 8.  | Don't Call It Love                     | - Tom Snow - Dean Pitchford               | 3:09 |
| 9.  | Miss You Tonite                        | Carnes                                    | 5:12 |
| 10. | My Old Pals                            | Richard Stekol                            | 3:19 |

Titres bonus de la réédition CD The Mistaken Identity Collection (1999)
| No  | Titre                                                 | Auteur                               | Durée |
| --- | ----------------------------------------------------- | ------------------------------------ | ----- |
| 11. | More Love                                             | William Robinson Jr.                 | 3:35  |
| 12. | Invisible Hands (Dance Mix)                           | - Martin Page - Brian Fairweather    | 5:08  |
| 13. | Voyeur                                                | - Carnes - Ellingson-Duane Hitchings | 3:56  |
| 14. | Crazy in the Night (Barking at Airplanes)             | Carnes                               | 3:36  |
| 15. | I Pretend                                             | - Page - Fairweather                 | 5:20  |
| 16. | Don't Fall in Love with a Dreamer (avec Kenny Rogers) | - Carnes - Ellingson                 | 3:39  |

## Classements hebdomadaires
| Classement (1981)             | Meilleure place |
| ----------------------------- | --------------- |
| Allemagne (Media Control AG)  | 3               |
| Australie (Kent Music Report) | 2               |
| Canada (RPM Albums Chart)     | 4               |
| États-Unis (Billboard 200)    | 1               |
| Norvège (VG-lista)            | 1               |
| Nouvelle-Zélande (RIANZ)      | 1               |
| Pays-Bas (Mega Album Top 100) | 36              |
| Royaume-Uni (UK Albums Chart) | 26              |
| Suède (Sverigetopplistan)     | 4               |

## Certifications
| Pays                    | Certification | Unités certifiées |
| ----------------------- | ------------- | ----------------- |
| Canada (Music Canada)   | 3 × Platine   | 300 000           |
| États-Unis (RIAA)       | Platine       | 1 000 000         |
| France (SNEP)           | Or            | 100 000           |
| Nouvelle-Zélande (RMNZ) | Or            | 7 500             |